# Liaoceratops
 (décembre 2012).
Si vous disposez d'ouvrages ou d'articles de référence ou si vous connaissez des sites web de qualité traitant du thème abordé ici, merci de compléter l'article en donnant les références utiles à sa vérifiabilité et en les liant à la section « Notes et références ».
Liaoceratops yanzigouensis
Genre
Espèce
Liaoceratops est un genre éteint de dinosaures cératopsiens ne comportant que l'espèce Liaoceratops yanzigouensis.
Son nom signifie « face cornue de Liao », malgré son absence de cornes réellement développées (c'est plus une convention de nommage des cératopsiens).

## Découverte
Liaoceratops a été découvert en 2002, en Chine, comme beaucoup d'autres dinosaures, par des scientifiques américains et chinois, dans le biote de Jehol de la province du Liaoning, d'où beaucoup de dinosaures à plumes ont été extraits. Son holotype, un crâne d'adulte, portait le code IVPP V12738. Plus tard, un paratype, IVPP V12633, a été découvert (crâne de juvénile).

## Description
Liaoceratops possédait un solide bouclier osseux sur sa tête, précurseur des collerettes des cératopsiens plus avancés.  Son absence de cornes orbitales (il ne possédait qu'une ébauche de corne jugale) indique que c'est un cératopsien primitif, ce qui a permis aux scientifiques de mieux comprendre l'évolution de ces derniers. Il possédait vers l'avant de sa queue des longues et fines pointes qui devaient servir d'ornement sexuel.
Ses caractères permettent de mieux comprendre comment s'est déroulée la scission des cératopsiens en deux groupes: les psittacosauridés et les néocératopsiens, dont Liaoceratops est le membre le plus primitif.

## Paléoécologie
Liaoceratops vivait au Crétacé inférieur, il y a 130 millions d'années. Il était un petit herbivore, beaucoup plus petit que ses contemporains (le crâne de son holotype mesurait 154 millimètres). Il pouvait marcher en position bipède ou quadrupède. Sa principale protection face aux prédateurs était le bouclier osseux présent sur sa tête.

## Position au sein des Cératopsiens
- Infra-ordre des Ceratopsia
  - Yinlong
  - Famille des Chaoyangsauridae
    - Chaoyangsaurus
    - Xuanhuaceratops

  - Famille des Psittacosauridae
    - Hongshanosaurus
    - Psittacosaurus

  - Clade des Neoceratopsia
    - Auroraceratops
    - Helioceratops[1]
    - Koreaceratops[2]
    - Yamaceratops
    - Famille des Archaeoceratopsidae
      - Archaeoceratops
      - Liaoceratops

    - Famille des Bagaceratopidae
      -  ? Ajkaceratops
      - Bagaceratops
      - Breviceratops
      - Graciliceratops
      - Lamaceratops
      - Magnirostris
      - Platyceratops

    - Famille des Leptoceratopsidae
      -  ? Bainoceratops
      -  ?Serendipaceratops
      - Asiaceratops
      - Cerasinops
      - Gryphoceratops
      - Leptoceratops
      - Montanoceratops
      - Prenoceratops
      - Udanoceratops
      - Zhuchengceratops

    - Famille des Protoceratopsidae
      - Graciliceratops
      - Protoceratops

    - Superfamille des Ceratopsoidea
      - Zuniceratops
      - Famille des Ceratopsidae